# Aldair
Aldair Nascimento dos Santos (Ilhéus, Brazil, 30. studenog 1965.) je bivši brazilski nogometaš koji je s Brazilom 1994. godine osvojio naslov svjetsko prvaka na SP-u u SAD-u.
Igrač je najveći dio karijere (13 godina) proveo u rimskoj AS Romi koja je nakon Aldairovog odlaska 2003. godine umirovila njegov broj 6.

## Karijera

### Klupska karijera
Aldair je karijeru započeo 1985. u Flamengu gdje je već sljedeće godine osvojio Campeonato Brasileiro (brazilsko prvenstvo). 1989. igrač odlazi u Europu gdje potpisuje za Benficu s kojom je osvojio portugalski Superkup. S lisabonskim klubom Aldair je igrao i finale Kupa prvaka 1990. godine protiv Milana. Na bečkom Praterstadionu je pobijedio talijanski sastav pobjedom od 1:0 dok je Aldair na susretu zaradio žuti karton.
Najveće uspjehe u klupskoj karijeri Aldair je postigao prelaskom u AS Romu. U klubu je odigrao preko 400 prvenstvenih utakmica a nakon njegovog odlaska, klub je umirovio dres s brojem 6. S klubom je najprije osvojio talijanski kup 1991. dok je najveći uspjeh postigao 2001. godine kada je AS Roma nakon duže vremena osvojila scudetto i talijanski Superkup.
Također, Aldair je u klubu bio i kapetan momčadi a naslijedio ga je Francesco Totti.
Napuštanjem AS Rome, Aldair sezonu 2003./04. provodi u Genovi. U srpnju 2005. igrač je najavio planove da zaigra za brazilski niželigaš Rio Branco. Aldair je za klub odigrao nekoliko utakmica a Rio Branco je osvojio prvenstvo.
Nakon privremenog prekda karijere, Aldaira je bivši suigrač i dobar prijatelj Massimo Agostini nagovorio da zaigra za sanmarinsku momčad Murata tijekom kvalifikacija za Ligu prvaka. Aldair je osim u kvalifikacijama nastupao za klub do 2010. kada se odlučio konačno igrački umiroviti.

### Reprezentativna karijera
Aldair je članom reprezentacije postao 1989. kada je Brazil osvojio svoj 4. naslov Copa Américe. S reprezentacijom Aldair je nastupio na tri svjetska prvenstva (Italija 1990., SAD 1994. i Francuska 1998.) a najveći uspjeh je ostvaren 1994. kada je Brazil postao novi svjetski prvak. Na Mundijalu u Francuskoj 1998. Brazil je dospio do finala a u njemu je visoko poražen od Francuske s 3:0.
Od ostalih uspjeha koje je Aldair ostvario s Cariocama bila je olimpijska bronca na OI 1996. u Atlanti, ponovno osvajanje Copa Américe 1997. kao i naslov prvaka Kupa konfederacija iste godine.
Igrač je za Brazil ukupno nastupio 81 puta te je postigao tri pogotka.

## Osvojeni trofeji

### Klupski trofeji
| Klub       | Trofej                | Godina |
| Brazil     | Brazil                | Brazil |
| ---------- | --------------------- | ------ |
| Flamengo   | Campeonato Brasileiro | 1986.  |
| Portugal   |                       |        |
| Benfica    | Portugalski Superkup  | 1990.  |
| Italija    |                       |        |
| AS Roma    | Talijanski kup        | 1991.  |
| AS Roma    | Serie A               | 2001.  |
| AS Roma    | Talijanski Superkup   | 2001.  |
| Brazil     |                       |        |
| Rio Branco | Brazilska niža liga   | 2005.  |
| San Marino |                       |        |
| Murata     | Sanmarinsko prvenstvo | 2008.  |

### Reprezentativni trofeji
| Trofej                | Godina |
| Brazil                | Brazil |
| --------------------- | ------ |
| Copa América          | 1989.  |
| SP u SAD-u            | 1994.  |
| OI u Atlanti (bronca) | 1996.  |
| Copa América          | 1997.  |
| Kup konfederacija     | 1997.  |

## Vanjske poveznice
- Statistika igrača na FIFA.com  Arhivirana inačica izvorne stranice od 19. listopada 2012. (Wayback Machine)